# Bazyli II Bułgarobójca
Bazyli II Bułgarobójca, Bazyli II Porfirogeneta (Βασίλειος Β΄ Βουλγαροκτόνος, Βασίλειος Β΄ ὁ Πορφυρογέννητος trb. Basilejos B΄ Bulgaroktonos, Basilejos B΄ o Porphyrogennetos trl. Basíleios B΄ Boulgaroktónos, Basíleios B΄ o̔ Porfurogénnētos; ur. 958, zm. 15 grudnia 1025) – cesarz bizantyński w latach 976–1025 (tytularny od 963) z dynastii macedońskiej.

Cesarstwo Bizantyńskie w roku 1025.

## Życiorys
Bazyli II urodził się w 958 roku. Był najstarszym synem Romana II i jego drugiej żony, Teofano. Podobnie jak jego ojciec i dziadek Konstantyn VII był określany jako „urodzony w purpurze” – tytuł nadawany dzieciom urodzonym przez małżonki panującego cesarza bizantyńskiego. Roman II zastąpił Konstantyna VII jako jedyny cesarz po jego śmierci w 959 roku. Roman II koronował Bazylego na współcesarza 22 kwietnia 960 roku  i jego brata Konstantyna w 962 lub 963 roku. 15 marca 963 roku, dwa dni po narodzinach najmłodszej córki Anny, Roman II zmarł w wieku 24 lat. Jego niespodziewana śmierć była powszechnie uważana w tamtym czasie za wynik zatrucia szczwołem plamistym; kronikarze Leon Diakon i Jan Skylitzes sugerują, że odpowiedzialna za to była jego żona Teofano , a według Skylitzesa była ona współwinna wcześniejszej próby otrucia Konstantyna VII przez Romana II .
Bazyli i Konstantyn byli zbyt młodzi, aby rządzić samodzielnie, gdy ich ojciec zmarł Pomimo że senat bizantyjski zatwierdził braci wraz z ich matką jako cesarzy, de facto władza przeszła na pewien czas w ręce eunucha Józefa Bringasa. Wdowa Teofano nie ufała jednak Bringasowi. Wrogiem eunucha był generał Nicefor II Fokas, który niedawno powrócił z podboju Krety. Fokas został ogłoszony cesarzem przez swoich ludzi w lipcu i wyruszył na Konstantynopol. Bringas próbował sprowadzić wojska, aby powstrzymać postępy rywala, ale mieszkańcy stolicy poparli Nicefora. Bringas uciekł, a 16 sierpnia 963 roku Nicefor Fokas został koronowany na cesarza.
20 września Fokas poślubił Teofano, ale było to drugie małżeństwo dla każdego z małżonków, a Nicefor był uważany za ojca chrzestnego jednego lub obu synów Teofano. Chociaż Polieuktos, patriarcha Konstantynopola, nie pochwalał tego małżeństwa, kościół uznał je za prawomocne. Dzięki niemu Nicefor zapewnił sobie prawowitość i został opiekunem Bazylego i Konstantyna. Ostatecznie został zamordowany w grudniu 969 roku przez Teofano i jej bratanka Jana Tzimiskesa, który wówczas został cesarzem Janem I i wygnał Teofano. Jan poślubił Teodorę, siostrę Romana II. Bazyli II wstąpił na tron jako faktyczny władca i starszy cesarz po śmierci Jana I 10 stycznia 976 roku, po czym sprowadził swoją matkę z klasztoru.
Dokonał zmian w feudalnej strukturze państwa, konfiskując dobra wielkich możnowładców, które później rozdał zaufanym, choć mniej zamożnym ludziom. Prowadził długoletnią wojnę z Bułgarią (szereg kampanii w latach 990–1014), zakończoną w 1014 r. rozbiciem armii cara Samuela pod Klidion. Od tej bitwy, która zahamowała rozwój potęgi Bułgarów, wywodzi się jego przydomek – Bazyli rozkazał oślepić tysiące bułgarskich jeńców, zostawiając co setnego z jednym zdrowym okiem, aby mógł zaprowadzić swój oddział do domu. Car Samuel zmarł doznając szoku wywołanego widokiem powracających wojsk. W 1018 r. wcielił zachodnią Bułgarię do cesarstwa po zwycięskiej bitwie pod Durazzo.
Dzięki temu zwycięstwu możliwe było ponowne wcielenie Serbii do państwa bizantyńskiego. Kolejne zdobycze terytorialne osiągnął pokonując na zachodzie Normanów i książąt południowych Włoch. Za jego czasów Cesarstwo osiągnęło swoje apogeum, a także największe w średnim okresie terytorium rozciągające się od Armenii po Serbię. Zmarł w trakcie przygotowań do planowanej wyprawy na Sycylię.
Siostra Bazylego, Anna, wyszła za mąż za wielkiego księcia kijowskiego – Włodzimierza I Wielkiego. Po śmierci Bazylego kolejnym cesarzem został jego młodszy brat – Konstantyn VIII.

## Epitafium
Epitafium Bazylego II zostało umieszczone w kościele św. Jana Ewangelisty i Teologa na Hebdomonie, przedmieściu po zachodniej stronie Konstantynopola. Jego treść brzmi:

Inni, poprzedni cesarze,

wcześniej zaprojektowali dla siebie inne miejsca pochówku.

Lecz ja, Bazyli, urodzony w purpurowej komnacie,

umieszczam mój grób na Hebdomonie [Pałacu]

i odbieram odpoczynek szabatu po niekończących się trudach,

zaspokojonych w wojnach, które udało mi się przetrwać.

Bowiem nikt nie widział, aby moja włócznia zaznała odpoczynku,

odkąd Cesarz Niebios wezwał mnie

do sprawowania rządów w tym wielkim ziemskim cesarstwie

ale pozostałem czujny przez całą długość mego życia

stojąc na straży dzieci Nowego Rzymu

maszerując dzielnie na Zachód

i tak daleko jak sięgają granice na Wschodzie.

Persowie i Scytowie są świadkami tego

a wraz z nimi Abchazowie, Ismaelici, Arabowie, Iberowie.

A teraz, dobry człowieku, spoglądając na ten grób

nagródź go modlitwami w zamian za moje kampanie.